# Астров, Валентин Николаевич
А́стров Валентин Никола́евич (1 августа 1898, с. Головинская Варежка, Нижнеломовского уезда, Пензенской губернии, ныне Каменского района, Пензенской области — 15 июля 1993, Москва) — советский писатель, политик, журналист, экономист, участник «правой оппозиции».

## Биография
Отец — дьякон. По месту службы отца учился в Казани, Смоленске. В феврале 1915 г. исключен из выпускного класса за участие в подпольных ученических кружках и арестован. После освобождения переехал в Пензу и поступил в 7 класс Пензенского реального училища. В училище вместе с другом А. Сердобольским выпускал подпольный рукописный журнал «Волны» и распространял листовки антиправительственного содержания. Весной 1916 г. окончил Пензенское реальное училище, поступил в Киевский политехникум.
Член РКП(б) с 1917 г. С ноября 1917 г. редактировал (вместе с С. С. Иоффе) газету «Известия Смоленского Совета», в 1919—1922 гг. — редактор газеты «Рабочий путь» (Смоленск). Избирался членом Смоленского губкома РКП(б). С 1922 г. член Центрального бюро журналистов. Делегат V конгресса Коминтерна (1924). Закончил в 1926 г. Институт красной профессуры. В 1924 г. был введен в редакцию журнала «Большевик» по предложению Г. Е. Зиновьева. В 1925 г. издал «Ленинскую хрестоматию». Преподавал в Москве, Иванове, Воронеже, Горьком. Входил в бухаринский круг и разделял взгляды Н. Бухарина на союз рабочего класса с крестьянством. В 1927—1929 гг. член редколлегии газеты «Правда». В статье «К текущему моменту» в «Правде» 2 июля 1928 г. критиковал стремления спровоцировать партию на столкновение с крестьянством, отказаться от развития индивидуального крестьянского хозяйства, продолжать чрезвычайные меры. Критиковал не названных по имени деятелей, которые "стали сбиваться на карикатурный лозунг: «На 107 статье к социализму».
После начала гонений на «правую оппозицию» удален из партийной прессы, , уволен из Института красной профессуры; старший научный сотрудник Института истории Комакадемии. На рубеже 1920-х — 1930-х гг. участвовал в деятельности антисталинской оппозиции. Один из организаторов встречи оппозиционеров в августе—сентябре 1932 г. у себя на квартире, которая позднее была квалифицирована органами следствия как «конференция». Исключен из ВКП(б), арестован, как и его жена А. Ф. Астрова. Начал давать показания в интересах следствия. При расследовании дела «право-троцкистского блока» в начале 1960-х годов Астров заявил, что в 1932—1933 гг. следователи ГПУ добивались от него переквалификации «оппозиционной» вины в «антисоветскую». «Всё это в совокупности меня морально разоружило,— констатировал Астров,— и я подписал показания о контрреволюционном характере „организации правых“, получив от коллегии ОГПУ приговор к 3 годам тюрьмы (политизолятора)» .16 апреля 1933 г. на заседании коллегии ОГПУ было рассмотрено дело «антипартийной группы правых Слепкова и других („бухаринская школа“)», Астров был приговорен к заключению на 3 года. А. Ф. Астрова была освобождена из-под стражи с зачетом в наказание срока предварительного заключения, дело на неё было прекращено. Р. Конквест, В. Роговин полагают, что Астров в 1933 г. стал агентом ОГПУ (сам Астров практически это подтвердил). По постановлению коллегии ОГПУ от 13 июня 1934 г. был выслан в г. Воронеж на оставшийся срок, где работал в краеведческом музее, участвовал в самодеятельности (пел и солировал в хоре Союза безбожников), заведовал кафедрой истории СССР в Коммунистическом вузе.
В ноябре 1936 г. был снова арестован. На допросах в НКВД дал развернутые, ставшие основанием для многочисленных смертных приговоров «показания» об «антисоветской и террористической» деятельности А. И. Рыкова, Н. И. Бухарина и групп «правых» в Москве, Саратове и Воронеже, в частности о якобы готовившихся «группой правых» террористических актах против руководителей ВКП(б) и правительства, в первую очередь против И. В. Сталина. На очной ставке с Бухариным 13 января 1937 г. в ЦК ВКП(б) с участием Сталина Астров показывал, что весной 1932 г. «центр» нелегальной организации правых постановил перейти к тактике террора. Утверждал, что на встрече у него на квартире в ответ на заявления о том, что Сталина следует «убрать силой», он заявил, что не намерен участвовать в какой-либо борьбе против Сталина. Как сообщал Астров в начале 1960-х гг., в 1936 г. следствие «было усугублено резчайшим обострением политической обстановки… В таких условиях терроризм правых сделался неопровержимым тезисом, который лично мне был подтверждён от лица партии устами самого наркома (он же секретарь ЦК и, если не ошибаюсь, тогда и председатель ЦКК) Ежова. Это подтверждение отняло у меня моральный стимул противиться требованиям следствия. Ограждение любыми мерами членов ЦК партии и Советского правительства от возможных покушений на их жизнь со стороны проникших в партию террористов стало представляться мне повелительной необходимостью, и я дал показания о террористическом характере организации правых, не выделяя из них и себя… Сказав „а“, я должен был сказать и „б“: меня поставили на очную ставку с Бухариным; я подтверждал терроризм правых, он отрицал».
В 1937 г. освобожден по личному указанию Сталина. В его деле имеется резолюция Н. Ежова: «Освободить. Оставить в Москве. Дать квартиру и работу по истории».
Участник войны, ушел на фронт в составе народного ополчения. В 1949 г. осужден на 25 лет лагерей; освобожден в 1956 г. Жил в Москве. В 1960—1980-е гг. занимался литературной работой.
Добивался восстановления в КПСС. В заявлениях, обращённых в этой связи в КПК при ЦК КПСС, сообщал, что «правые» не готовили ни переворота, ни террористических актов, а допускали лишь отдельные критические высказывания по поводу сталинской политики. 11 марта 1968 г. направил в Прокуратуру СССР ходатайство о реабилитации. В нём он отрицал свое участие в «контрреволюционной деятельности» и заявлял, что его показания 1936—1937 гг. — плод «субъективных преувеличений» и «заострений формулировок» со стороны следствия. Утверждал, что встреча у него на квартире в августе 1932 г. с некоторыми из бывших однокашников по Институту красной профессуры "была неправильно истолкована следствием как якобы «конференция контрреволюционной организации правых», что он «поддался уговорам следователя, убеждавшего меня рассматривать мои показания как политический документ против правых, на деле доказывающий мой полный разрыв с контрреволюционным правым оппортунизмом». В судебном порядке Астров был реабилитирован, но решением КПК при ЦК КПСС 23 марта 1968 г. в партийной реабилитации ему было отказано. После реабилитации Бухарина в 1988 г. выступал со статьями, оправдывая свое поведение в 30-е годы «верностью партии». Свое освобождение в 1937 г. объяснял тем, что Сталин знал: ещё перед XIV съездом ВКП(б) (1925) он разошёлся с Бухариным из-за желания того «ужиться в партии с Троцким». С этого времени, по утверждению Астрова, он не считал себя учеником Бухарина, а к «бухаринской школе» его безосновательно причислили «оппозиционеры-зиновьевцы».

## Литературная деятельность
Автор автобиографической трилогии «Огни впереди» (1958; в центре повествования — гимназисты, реалисты, рабочая молодежь большого провинциального города; автор показывает рост революционного сознания молодого человека. Судьба Кости Пересветова, главного героя романа, и его товарищей связана с борьбой против существующих порядков. Сначала — пылкие речи, сотрудничество в рукописных «подпольных» журналах, создание невинной «фаланстеры», — своеобразной гимназической «коммуны», вызвавшей подозрение полиции, а затем встречи с рабочими, чтение политической литературы и наконец участие в Великой Октябрьской революции), «Круча» (1961; описывал «борьбу с троцкизмом» в 20-е гг. в духе её официальной трактовки. Вывел себя и других участников «бухаринской школы» под вымышленными именами, а Сталина, Бухарина, Каменева, Радека и др. — под их собственными), «Уходящее поколение» (1989).
Член Союза писателей.

## Семья
Жена — Астрова (Черникова) Александра Федоровна (1899 — до 1989), член РКП(б) с 1919 г., декан сценического факультета Государственного института кинематографии, консультант «Фильмсбыта» Союзкино. Репрессирована. Реабилитирована. В 1989 г. восстановлена в КПСС (посмертно).

## Сочинения
- «Экономисты» — предтечи меньшевиков. («Экономизм» и рабочее движение в России на пороге XX века) / 2-е изд. Под ред. и с предисл. М. Н. Покровского. — М.: Красная новь; Главполитпросвет, 1924. — 142 с.
- Астров В., Слепков А. Социал-демократия и революция. Очерки идеологии германской и австрийской социал-демократии. — М.—Л. : Московский рабочий, [1927]. — 213 с.
- Левые эсеры. — М.—Л., 1928. — 64 с.
- Астров В. Огни впереди. Круча. Романы. — М.: Советский писатель, 1974. — 776 с., 150 000 экз.

## Документы и литература
- Личный фонд: Смоленский ОКМ, 11 док., 1912—1928.
- Стенограмма очной ставки В. Н. Астрова с Н. И. Бухариным. 13 января 1937 г. // РГАСПИ. Ф. 17. Оп. 171. Д. 270.
- Спецсообщение Н. И. Ежова И. В. Сталину с приложением протокола допроса В. Н. Астрова 11.01.1937 // ЛУБЯНКА: Сталин и Главное управление госбезопасности НКВД. — Фонд А. Н. Яковлева. https://www.alexanderyakovlev.org/fond/issues-doc/60893 Архивная копия от 6 ноября 2020 на Wayback Machine
- Протокол № 10 заседания Комиссии Политбюро ЦК КПСС по дополнительному изучению материалов, связанных с репрессиями, имевшими место в период 30-40-х и начала 50-х гг., с приложениями. 17.10.1989. РГАНИ. Ф. 107. Оп. 1. Д. 38. Л. 11-36.
- Справка Комитета партийного контроля при ЦК КПСС и Института марксизма-ленинизма при ЦК КПСС "О так называемой «Антипартийной контрреволюционной группе правых Слепкова и других („Бухаринская школа“)»" // Известия ЦК КПСС. 1990. № 2.
- Роговин В. З. Была ли альтернатива? Т. 4. 1937. М., 1996.
- Маргулис М. Д. «Еврейская» камера Лубянки. Иерусалим: Гешарим, 1996. 215 с.
- Савин О. М. Астров Валентин Николаевич // Пензенская энциклопедия / Гл. ред. К. Д. Вишневский. Пенза: Министерство культуры Пензенской области; М.: Большая Российская энциклопедия, 2001.
- Ларина-Бухарина А. М. О предсмертном письме Николая Ивановича Бухарина. Октябрь 1992 // Узник Лубянки. Тюремные рукописи Николая Бухарина. М., 2008. С. 18.
- Томсинов В. А. Андрей Януарьевич Вышинский (1883—1954): государственный деятель и правовед // Законодательство. 2019. № 8. С. 86-94. № 9. С. 85-94. № 10. С. 85-94. № 11. С. 86-94.
- Спецсообщение Н.И. Ежова И.В. Сталину с приложением протокола допроса В.Н. Астрова